# 銅色吸口魚
銅色吸口魚（學名：Moxostoma hubbsi），為輻鰭魚綱鯉形目亞口魚科的其中一種，為溫帶淡水魚，被IUCN列為瀕危保育類動物，分布於北美洲加拿大安大略省聖羅倫斯河流域，體長可達72公分，棲息在岩石底質的中大型河川支流、水塘，生活習性不明。